# Fito Páez

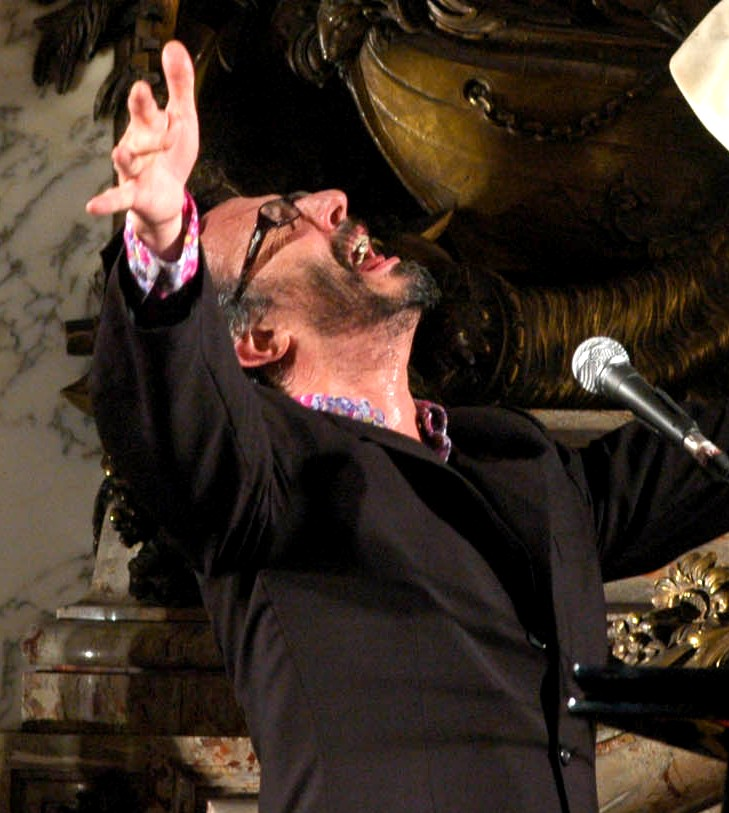
Fito Páez (2006)

Rodolfo Páez Ávalos znany jako Fito Páez (ur. 13 marca 1963 w Rosario) – argentyński piosenkarz i pianista.
Swój pierwszy album, zatytułowany Del 63 wydał w 1984. Komercyjny sukces nadszedł z płytą El Amor Después del Amor (1992), której sprzedano ponad 750 000 egzemplarzy.
W ciągu swojej kariery otrzymał wiele nagród, w tym kilka Latin Grammy Awards.
W 2008 roku w Madrycie nagrał No se si es Baires o Madrid, w którym gościnnie uczestniczyli m.in. Pablo Milanés, Joaquín Sabina czy Ariel Rot.